# 寿々木富士若

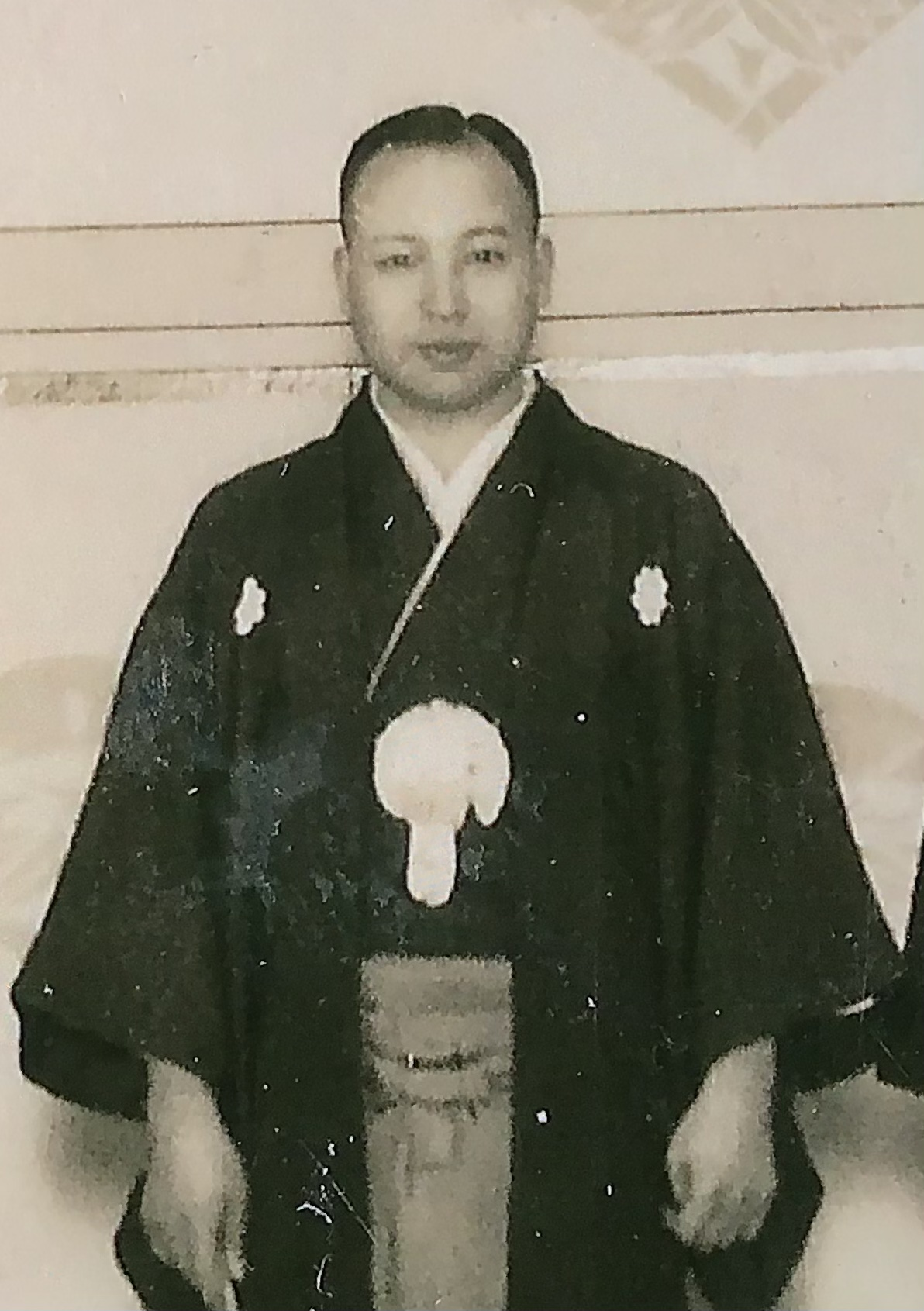
一門のお披露目

寿々木 富士若（すずき ふじわか、本名・金田 二郎（かねだ じろう）、1909年（明治42年）9月9日 - 1964年（昭和39年）2月3日）は昭和時代の浪曲師。新潟県白根市出身。

## 人物
寿々木米若の弟子。吉本興業に所属していた。